# 蒙特雷帕克 (新墨西哥州)
蒙特雷帕克（英語：Monterey Park）是位於美國新墨西哥州巴倫西亞縣的普查規定居民點。

## 人口
根據2020年美國人口普查的數據，蒙特雷帕克的面積為6.85平方千米，皆為陸地。當地共有人口1272人，而人口密度為每平方千米185.69人。